# Nuxia floribunda
Nuxia floribunda är en tvåhjärtbladig växtart som beskrevs av George Bentham. Nuxia floribunda ingår i släktet Nuxia och familjen Stilbaceae. Inga underarter finns listade i Catalogue of Life.